# Santuario della Madonna del Bagno (Castiglion Fiorentino)
Il santuario della Madonna del Bagno è un edificio di culto che si trova nei pressi della località Senaia a Castiglion Fiorentino.

## Storia e descrizione
Il santuario sorge nel punto in cui, secondo la tradizione cattolica, apparve la Madonna e sgorgò una fonte curativa d'acqua. Inizialmente fu un piccolo oratorio che fu sostituito, tra il 1524 e il 1527, da un edificio che rimase incompiuto. Venne ampliato nel 1711, ma l'attuale edificio, a croce latina con copertura a botte, risale ad un rifacimento degli anni 1874-87 ad opera dell'architetto castiglionese Pietro Mancini.